# Paritas creditorum
Paritas creditorum (Latijn voor "gelijkheid onder schuldeisers") is een principe uit het insolventierecht volgens welk schuldeisers bij samenloop gelijk moeten worden behandeld.
Op het principe van paritas creditorum bestaan uitzonderingen. Zo kunnen er wettelijke voorrangsrechten bestaan, bijvoorbeeld voor de belastingdienst. Ook kan via zakelijke zekerheidsrechten (recht van hypotheek en pand) een uitzonderingspositie verkregen worden.

## België
In België volgt dit principe uit artikel 8 Hypotheekwet. Alle schuldeisers moeten gelijk worden behandeld, ongeacht het tijdstip waarop de schuldvordering ontstond. Aan dit principe kan afbreuk worden gedaan indien een schuldeiser beschikt over een wettelijke reden van voorrang, bijvoorbeeld een hypotheek of pand.

## Nederland
In het Nederlandse recht is het principe van paritas creditorum geregeld in artikel 277 van het derde boek van het Burgerlijk Wetboek.